# فخر الدين قباوة
فخر الدين قباوة (ولد 1933 م) لغوي وكاتب ومحقِّق سوري، عُرف بغزارة إنتاجه العلمي، ومحاربته للغة العامية وعولمة اللغة، وإحياء الاستشهاد بالحديث النبوي في اللغة والنحو.

## سيرته
ولد فخر الدين بن نجيب بن عمر قباوة في مدينة حلب السورية سنة 1933، لأسرة عامِّية، وأتم الدراسة الابتدائية بها. ثم عمل بمقهى والده حتى توفي والده فعمل بصناعة النسيج والأحذية، وتابع بعدها دراسته المتوسطة والثانوية بالنظام الليلي حيث كان يعمل نهارًا، والتحق بدار المعلمين بحلب، فنال أهلية التعليم الابتدائية عام 1954. عمل بعد ذلك بالتدريس في المدارس الابتدائية، ثم التحق بكلية الآداب في جامعة دمشق، وحصل منها على إجازة (ليسانس) في علوم اللغة العربية وآدابها سنة 1958، ثم حصل على دبلوم الإدارة والتفتيش التربوي من جامعة دمشق عام 1960.
ابتُعث لمتابعة الدراسة في القاهرة فنال شهادة (ماجستير) في الأدب القديم من جامعة القاهرة، عام 1964، ثم شهادة (دكتوراه) في الأدب القديم أيضًا، عام 1966.
تنقل في التدريس بالجامعات بين جامعة حلب وجامعة اللاذقية (جامعة تشرين سابقًا) وجامعة محمد بن عبد الله بمدينة فاس المغربية، وجامعة الإمام محمد بن سعود الإسلامية فرع القصيم بالسعودية، وأشرف على كثير من رسائل الماجستير والدكتوراه، وناقش عددًا منها. أُحيل إلى التقاعد في 2005م، وتفرَّغ للعمل في التأليف والتحقيق.
كان له مجلسان أسبوعيان منتظمان: أحدهما لإعراب القرآن الكريم في جامع عبد الله بن عباس بحلب، والآخر في قراءة «مغني اللبيب» لابن هشام الأنصاري يشارك فيه مجموعة من علماء مدينة حلب، مع التفصيل في الشرح والإعراب وبسط الأصول اللغوية والنحوية.

## أساتذته
- عبد الوهاب التونجي.
- سعيد الأفغاني.
- عبد الرحمن رأفت الباشا.
- عبد الرحمن عطبة.
- شكري فيصل.
- محمد المبارك.
- صبحي الصالح.
- عمر فروخ.
- شوقي ضيف.
- يوسف عبد القادر خليف.
- حسين نصار.

## كتبه وآثاره

#### المؤلفات
1. ابن عصفور والتصريف، ط 2 دار الفكر بدمشق 2000م.
2. أبواب ومسائل من الخصائص والإنصاف، ط 2 دار الفكر بدمشق 2001م.
3. إحياء البحث العلمي الإسلامي ونشوء اللغات وتطورها نموذجاً، دار هارون الرشيد بدمشق 1428هـ.
4. إشكاليات في البحث والنقد النحويين، دار الملتقى بحلب 1424هـ.
5. إعراب الجمل وأشباه الجمل، ط 12 حلب 2007م.
6. إعراب القرآن الكريم (أقراص مضغوطة للكبار) دار الملتقى بحلب 1424هـ.
7. الأخطل الكبير، ط 3 دار لونجمان بالقاهرة 2007م .
8. الإعراب المنهجي للقرآن الكريم.
9. التحليل النحوي- أصوله وأدلته، دار لونجمان بالقاهرة 1422هـ.
10. التصريف المشترك، دار هارون الرشيد بدمشق 1428هـ.
11. التفسير الوافي للناشئة.
12. المفصل في تفسير القرآن الكريم.
13. المهارات اللغوية وعروبة اللسان، دار الفكر بدمشق 1999م.
14. المورد النحوي الكبير، ط 7 دار طلاس بدمشق 2005م.
15. المورد النحوي، ط 11، دار الملتقى بحلب 2006م.
16. النهج الإسلامي للتعليم العالي ونموذجان بالتبريزي والمهارات النحوية، دار القلم بحلب 1428هـ.
17. أين قدسية اللغة العربية؟.
18. بوادر شرح الشعر، مجمع اللغة بدمشق 1395.
19. تحليل النص النحوي: منهج ونموذج.
20. تطور مشكلة الفصاحة والتحليل البلاغي.
21. تكوين المهارات النحويـة، دار هارون الرشيد بدمشق 1428هـ.
22. سلامة بن جندل الشاعر الفارس، ط 2 دار الفكر بدمشق 1994م.
23. علامات الترقيم في اللغة العربية، دار الملتقى بحلب 1427هـ.
24. علم التحقيق للمخطوطات العربية دار الملتقى بحلب 1426هـ.
25. فتاوى في علوم العربية، دار الملتقى بحلب 1428هـ.
26. قراءة موجهة لنصوص التراث في رحاب المكتبة العربية ـ مناهج ونماذج، دار الملتقى بحلب 1424هـ.
27. مبرز القواعد الإعرابية، الرسموكي، ط 2 دار الملتقى 2007م.
28. مشكلة العامل النحوي ونظريةُ الاقتضاء، دار الفكر بدمشق 1423هـ.
29. مع الشعر والشعراء، دار هارون الرشيد بدمشق 1428هـ.
30. منهج التبريزي في شروحه والقيمة التاريخية للمفضليات، ط 2 دار الفكر بدمشق 1997م.
31. موسيقى الشعر.
32. نصوص نحوية فيها مختارات من الكتب التراثية، ط 2 دار الفكر بدمشق 1999م.
33. وظيفة المصدر في الاشتقاق والإعراب، دار القلم بحلب 1428هـ.
34. «ولا يزالون يقاتلونكم: في ميدان التعليم والبحث العلمي وعروبة اللسان»، دار الملتقى بحلب 1424هـ.
35. الاقتصاد اللغوي في صياغة المفرد، دار لونجمان بالقاهرة 2001م.
36. تاريخ الاحتجاج النحوي بالحديث الشريف دار الملتقى بحلب 1425هـ.
37. تحليل النص النحوي ـ منهج ونموذج، دار الفكر بدمشق 1997م.
38. تصريف الأسماء والأفعال، ط 3 مكتبة المعارف ببيروت 1998م.
39. تطور مشكلة الفصاحة والتحليل البلاغي وموسيقى الشعر، دار الفكر بدمشق 1999م.
40. النهج الإسلامي للتعليم العالي، دار السلام - القاهرة.
41. النظرية الإسلامية في نشوء اللغات وتطورها، دار السلام - القاهرة.
42. أبحاث عليا معاصرة في كتب التفاسير، دار السلام - القاهرة.[4]
43. إعراب كتاب رياض الصالحين، مكتبة لبنان.

#### التحقيقات

1. إصلاح المنطق، لابن السكيت، مكتبة لبنان ببيروت 1427هـ.
2. الإيضاح في شرح سقط الزند وضوئه، الخطيب التبريزي، 2 مجلد، دار القلم بحلب 2000م.
3. الجمل في النحو للخليل بن أحمد، ترجم إلى الإنجليزية.
4. الجنى الداني في حروف المعاني (بالمشاركة مع محمد نديم فاضل) المرادي، ط 4 دار الملتقى بحلب 2007م.
5. القسطاس في علم العروض، الزمخشري، ط 3 دار الملتقى بحلب 2007م.
6. المفصل في تفسير القرآن العظيم (الجلالان)، مكتبة لبنان ببيروت 1428هـ.
7. الممتع الكبير في التصريف، ابن عصفور، ط 6 مكتبة لبنان ببيروت 1996م.
8. الوافي في العروض والقوافي (بالمشاركة) الخطيب التبريزي، ط 15 دار الفكر بدمشق 2006م.
9. تهذيب إصلاح المنطق، الخطيب التبريزي، ط 2 مكتبة لبنان ببيروت 1999م.
10. تهذيب الألفاظ الخطيب التبريزي، مكتبة لبنان ببيروت 1424هـ.
11. جذور التحليل النحوي في المدرسة القرآنية القُدمَى، دار هارون الرشيد بدمشق 1428هـ.
12. ديوان سلامة بن جندل عن الأصمعي والشيباني الأحول، ط 2 دار الكتب العلمية ببيروت.
13. شرح اختيارات المفضل الخطيب التبريزي 4م، ط 2 دار الفكر بدمشق 1423هـ.
14. شرح الألفية المرادي مجلدان، مكتبة المعارف ببيروت 1428هـ.
15. شرح السبع الطوال الخطيب التبريزي، دار هارون الرشيد بدمشق 1428هـ.
16. شرح المعلقات العشر، الخطيب التبريزي، ط 2 دار الفكر بدمشق 2006م.
17. شرح المقصورتين، الخطيب التبريزي، دار الملتقى بحلب 1428هـ.
18. شرح الملوكي في التصريف، ابن يعيش، ط 3 دار الملتقى بحلب 2006م.
19. شرح بانت سعاد الخطيب التبريزي، دار الملتقى بحلب 1427هـ.
20. شرح شعر زهير بن أبي سلمى، لأبي العباس ثعلب، ط 3 دار هارون الرشيد بدمشق 1428هـ.
21. شرح قواعد الإعراب، محيي الدين الكافيجي، ط 4 دار طلاس بدمشق 1996م.
22. شرح مقصورة ابن دريد، الخطيب التبريزي، ط 2 مكتبة لبنان ببيروت 1994م.
23. شعر الأخطل، السكري، ط 3 دار الفكر بدمشق 1423هـ.
24. شعر زهير بن أبي سلمى، الأعلم الشنتمري، ط 4 دار الفكر بدمشق 2002م.
25. فرائد العقود العَلَوية على شرح الأزهرية، علي بن إبراهيم الحلبي وزارة الثقافة بدمشق 1428هـ.
26. كتاب الاختيارين المفضليات والأصمعيات، الأخفش الأصغر، ط 3 دار الفكر بدمشق 1999م.
27. كتاب الألفاظ لابن السكيت، مكتبة لبنان ببيروت 1998م.
28. كتاب الجمل في النحو، الخليل بن أحمد، ط 5، دار الفكر، بدمشق 1995م.
29. مغني اللبيب عن كتب الأعاريب، لابن هشام، دار اللباب، بيروت، 2019.
30. تحقيق «تفسير الجلالين»، أنجزه خلال عشرين سنة كما ذكر عن نفسه، فأخرج منه طبعتين: طبعة ميسرة لعامَّة القرَّاء، يقتصر على التحقيق وإلحاق الشرح وأسباب النزول، وتوثيق الأخبار وتقويم الإسرائيليات والأحاديث الضعيفة. طبعت في مكتبة لبنان ببيروت 1424هـ. وطبعة مفصلة، «بزيادات فيها تتبع القراءات والمسائل اللغوية والنحوية والصرفية والتاريخية والبلاغية، وتعقب ما ندَّ عن الجلالين من سهو، في النقل والتلفيق بين الأقوال والاختيار لما هو ضعيف، وتفصيل إعراب مفردات الآيات والجمل وأشباه الجمل والمصادر المؤولة، مع تحليل صرفي للمفردات وبيان لمعاني الأدوات».

#### المقالات
له عدة مقالات في الأدب واللغة والنقد نشرت في عدد من المجلات.

## شعره
له شِعر وافر مدوَّن، ضاعت آثاره مع الأيام. منه قصيدة خاطب بها سنة 1956 الفلسطينية المفجوعة باليتم والترمُّل والثُّكْل والتشرُّد، وفيها:

## ملامح من منهجه العلمي

### توظيف الحديث النبوي في الدراسات النحوية
كتب في 1985 مقالة «افتحوا الأبواب لأفصح من نطق بالضاد» ومشى على هذا المنهج في أبحاثه، مع توجيه الطلاب إلى موضوعات نحوية مادتها النصوص النبوية الشريفة.

### عروبة اللسان سنة مؤكدة
وقد حقق في أبحاثه أن عروبة اللسان سُنّة مؤكّدة، ورأى أن هذا يوجب التعليم باللغة العربية الفصيحة، ودعا إلى توظيفها في التعليم والإعلام والإعلان والوعظ والإرشاد.
ومن ذلك قوله في بحثه «الهوية القومية وعروبة اللسان»: «لا بد من تجنب مثل هذه الدسائس الدخيلات في مجالس العلم والإعلام العربية، أو لتوجيه الحوار المعرفي فيها، إذا أردنا الحفاظ على الهوية القومية وعروبة اللسان بحق، والتصدي لغارات العولمة الثقافية وما تجره من تهديم وتلويث للألسنة والعقائد والمفاهيم والقيم والمثل».
وقوله: «تعلم اللغة العربية سنة مؤكدة وعلى العرب والمسلمين أن يتقنوها ويستخدموها في حياتهم العامة دون غيرها».

### الطريقة المثلى لتعليم اللغة العربية
قال: «الطريقة المثلى أن نرجع إلى القرآن الكريم ونعلم الأطفال قراءة القرآن أو حفظ القرآن، فكثرة ممارسة القراءة للقرآن الكريم والتبصر بسور الآيات تطبع في نفوس الصغار اللغة العربية الصحيحة الفصيحة بألفاظها وصياغتها وتراكيبها ومعانيها، ثم ينتقل الطالب إلى دراسة الأحرف الهجائية، ثم ينتقل إلى التركيب في الكلمة والجمع، هذا هو أسلوب المسلمين منذ ألف وأربعمائة سنة، قراءة القرآن، ثم البدء بالأحرف وبالمفردات ثم بالجمل، وكانت تنشر كتب، في عهدي، هكذا كتاب «ألف باء». أما الآن ففي المدارس العربية يبدؤون بالجملة والتركيب من دون أن يحفظوا شيئًا من القرآن الكريم في الدول العربية وفي مصر، وعندنا الطفل لا يعرف اللغة العربية ثم تدخل عليه الإنجليزية والفرنسية فتخربان عليه اللفظ والصيغة والكلام، وهذا مقصود به تخريب العربية، فإذا أردنا الإصلاح الحقيقي لا بد من أن نستبعد اللغات الأجنبية حتى مرحلة الثانوية، ثم يجب أن تكون اختيارية بمعنى أن يختار الطالب ماذا يريد أن يدرس في المستقبل فربما عمله المستقبلي يتطلب اللغة الفرنسية أو الإنجليزية أو الألمانية، يختار في المدرسة في الصف العاشر ما يريد وكذلك في الجامعة، أما في الدراسات العليا فليس هناك دراسات لغوية أجنبية، بل المشرف على الطالب يوجهه إلى اللغة الأجنبية التي يحتاج إليها في بحثه، فيجب عليه إتقانها ومتابعة ذلك، وأذكر أن النبي ﷺ عندما طلب من الصحابة تعلم لغة غير العربية كان واحد أو اثنين من الصحابة، يكفي، ولو طلب من الجميع تعلم اللغات الأعجمية لضاع الإسلام والعربية، وقد تعلم الصحابة اللغة الأعجمية في شهر».

### طريق النجاة
قال حين سُئل عنه: «أن نعود إلى القرآن الكريم وأصول الدين الإسلامي، وننفذ هذا فعلا في حياتنا بما يناسب العصر الحاضر بفقه إسلامي واعٍ يستوعب الواقع ويضع الحلول العصرية الإسلامية، ثم أن يكون في أمتنا علماء في جميع الموضوعات المعاصرة فيهم كفاية لحاجات الأمة، وفقد شيء من هذا يجعلنا آثمين جميعا أمام الله يوم القيامة كل حسب قدرته واستطاعته، فالمسئولون عن العلم جريمتهم كبرى إذا لم يحققوا هذا، والأغنياء القادرون على التمويل أيضا عليهم مسئولية والأمهات والآباء والأساتذة عليهم مسئولية وكلكم راع وكلكم مسئول عن رعيته».

## قالوا عنه
- قال د.بكري شيخ أمين: «واليوم والدكتور فخر الدين يقف على العتبة الأولى من سلم التقاعد، ويدفع دفعًا إلى الراحة والإخلاد إلى النوم، ولما يعطِ كل ما لديه من علوم، ولا افرغ كل ما في جعبته من جواهر».[3]
- قال سعد الدين إبراهيم مصطفى: «العلامة قباوة يعدُّ أعظم محقق أنجبته مدينة حلب في النحو واللغة والأدب والعروض والتفسير، ويعدُّ أول من أوجد الإعراب الصرفي في الوطن العربي».[7]

### دراسات عنه
- «أصول وأدلة التحليل النحوي عند فخر الدين قباوة، دراسة في التنظير والتطبيق» كرموش محمد خير الدين، عبد المجيد عيساني، جامعة قالمة- الجزائر.[8]
- «منهج التحليل النحوي عند فخر الدين قباوة من خلال كتابه: "التحليل النحوي أصوله وأدلته" بين النظرية والتطبيق» كرموش محمد خير الدين، بحث ماجستير، جامعة قاصدي مرباج - ورقلة - الجزائر.
- «الفكر النحوي لفخر الدين قباوة، قراءة نصية في كتاب وظيفة المصدر» ميمونة عوني سليم، مجلة العلوم التربوية والنفسية، العدد 102، ص311- 364.[9]

## أسرته
زوجته الأستاذة فاطمة شَنُّون الأديبة الشاعرة السورية، ولدت عام 1950، تخرَّجت في قسم اللغة العربية بجامعة حلب، وعملت بالتدريس، ولديها مؤلفات ومجموعات قصصية وشعرية.